# 小行星13259
小行星13259（13259 Bhat）是一颗绕太阳运转的小行星，为主小行星带小行星。该小行星于1998年8月17日发现。

## 轨道参数
小行星13259的轨道半长轴为2.3475289 UA，离心率为0.120。